# リシリ
リシリは、北海道の川上郡弟子屈町にある標高396mの山である。

## 概要
アトサヌプリ火山群を構成する一峰で、5500年ほど前に火砕流を伴って火山活動した際に四方に波を打つように広がった溶岩流は最も遠いところは美留和原野まで広がるほか、ソエナテシカ・アトサヌプリと尾根でつながることによってキンムトーを堰き止め、アトサヌプリカルデラと呼ばれる大きな盆地を形成した。そのため火山群の中では標高は低い方であるが山体の大きさは最大である。山名の由来は不明。